# Johann Maria Farina gegenüber dem Jülichs-Platz
Johann Maria Farina gegenüber dem Jülichs-Platz GmbH (forkortet: Farina gegenüber) blev grundlagt af brødrene Johann Baptist Farina og Johann Maria Farina i starten af 1700-tallet og er i dag verdens ældste eau de cologne- og parfume-fabrik. Fabrikkens tegn er en rød tulipan. Virksomhedsnavnet blev i mange år også brugt på fransk "Jean Marie Farina vis à vis la place Juliers depuis 1709" og tit blev den forkortet til "Farina gegenüber".

## Virksomhedens historie

### Begyndelsen
I juni 1709 kom Johann Baptist Farina til Köln, hvor hans lillebror Johann Maria Farina allerede var bosat. Den 13. juli 1709 grundlagde Johann Baptist Farina (ital.„Giovanni Battista Farina“) virksomheden G.B.Farina, og fra den dag foregik forretninger indtil i dag. Den 17. juli 1709 erhvervede Johann Baptist Farina „das Kleine Bürgerrecht der Stadt Köln“ (det lille borgerskab af Köln) – en nødvendig forudsætning for at åbne og føre en forretning i Köln. Den 1. august 1709 åbnede han forretningen „in der großen bottengassen und Goldschmidts orth“ (i dag gaden Unter Goldschmidt) i Köln. Forretningen solgte i begyndelsen luksusartikler som sølv, silke og parykker. Den 29. juli 1711 erhvervede Johann Baptist Farina „das Große Bürgerrecht“ (det store borgerskab). Efter Johann Maria Farina (ital.„Giovanni Maria Farina“) trådte ind i forretnigen i 1714 begyndte brødrene også at sælge æteriske olier og andre duftstoffer. Fra da af blev virksomheden kaldt „Gebrüder Farina & Comp.“.
Allerede før 1714 havde Johann Maria Farina fremstillet duftvand, en blanding af forskellige naturdufte og alkohol. I 1708 beskrev Johann Maria Farina i et brev til sin bror duften med følgende ord:
"Min duft er som en italiensk forårsmorgen efter regn, appelsin, pomelofrugt, citron, bergamot, ceder, lime samt forskellige urter fra mit fædreland".
Senere kaldte han sin unikke duft "Eau de Cologne" til ære for sin hjemby Köln.
Den 24. april 1732 døde Johann Baptist Farina. Og fra 1733 styrede Johann Maria Farina virksomheden alene og flyttede forretningen til den nuværende adresse på Obenmarspfoten 21. Virksomheden fik nu navnet „Johann Maria Farina“. I 1730erne og 1740erne voksede omsætning især indenfor speditionsforretningen, men i 1760erne trådte duftevand i forgrunden.

### Udbredelsen
I begyndelsen var handlen med Farinas Eau de Cologne indskrænket til forretningen i Köln og på handelsmessen i Frankfurt am Main. Den første levering til en kunde skete i 1716, da 12 flasker blev sendt til Madame Billy i den tyske by Aachen. I 1721 blev 24 flasker sendt til Paris og i 1730erne blev kundekredsen større og større. Mellem 1730 og 1739 blev allerede 3.700 flasker sendt til 39 forskellige adresser, mellem 1750 og 1759 blev 12.371 flasker sendt til kunder i hele Europa.

### Kunderne
Farina gegenüber var priviligeret hofleverandør til talrige europæiske konge- og fyrstehuse, som f.eks. kongelig hofleverandør til det Kongelige Danske Hof fra 1850. Blandt kunderne findes ved siden af de danske konge Christian 8., Frederik 7. og Christian 9. også talrige svenske konge såvel som Voltaire og Johann Wolfgang von Goethe.

### I dag
I dag bliver parfumefabrikken bestyret af ottende generation. I huset på Obenmarspforten findes der i dag et duftmuseum.

## Literatur
Videnskabslitteratur
- Giovanni Fenaroli, L. Maggesi: [Acqua di Colonia]. In: Rivista italiana essenze, profumi, piante offizinali, olii vegetali, saponi, Jg. 42 (1960)
- Francesco La Face: Le materie prime per l'acqua di colonia. In: Relazione al Congresso di Sta. Maria Maggiore 1960.
- Sébastien Sabetay: Les Eaux de Cologne Parfumée. Sta. Maria Maggiore Symposium 1960.
- Frederick V. Wells: Variations on the Eau de Cologne Theme. Sta. Maria Maggiore Symposium 1960.
- Frederick V. Wells, Marcel Billot: Perfumery Technology. Art, science, industry. Horwood Books, Chichester 1981, S. 25, S. 278

Skønlitteratur
- Balzac: Histoire de la Grandeur et de la Décadence de César Birotteau, Marchand Parfumeur, Adjoint au Maire du deuxième Arrondissement de Paris, Chevalier de la Légion-d'honneur, etc. (Geschichte der Grösse und des Niedergangs des César Birotteau, Parfümhändler, Beigeordneter des Bürgermeisters des Zweiten Pariser Arrondissements, Ritter der Ehrenlegion usw.), Paris, November 1837
- George Meredith: Farina, Chapman an Hall Ld., London 1894

## Weblinks
- http://www.farina1709.com
- http://www.eau-de-cologne.com
- http://www.farina.eu Arkiveret 21. juli 2012 hos  Wayback Machine

50°56′15″N 6°57′29″Ø / 50.93750°N 6.95806°Ø